# 샘 자페

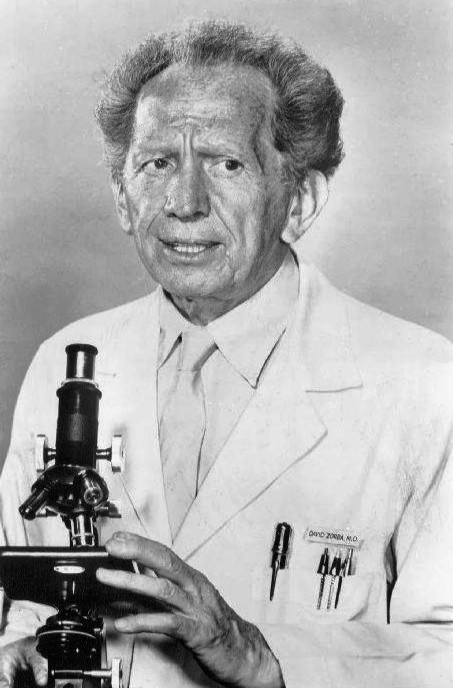

샘 재피(Sam Jaffe, 본명: 셜롬 "샘" 재피/Shalom "Sam" Jaffe, 1891년 3월 10일 ~ 1984년 3월 24일)는 미국의 배우, 교사, 음악가, 엔지니어이다. 1951년 아스팔트 정글에서 자신의 연기를 인정받아 아카데미 남우조연상을 수상했으며 지구 최후의 날, 벤허 (1959년 영화) 등 다른 고전 영화들에도 출연했다. 강가딘 (영화), 잃어버린 지평선 (1937년 영화) 등에서 뛰어난 연기력을 선보였다.

## 참여 작품
- 진홍의 여제
- 잃어버린 지평선 (1937년 영화)
- 로빈 훗의 모험
- 강가딘 (영화)
- 13 루 마드렌
- 신사협정 (영화)
- 아스팔트 정글
- 지구 최후의 날
- 벤허 (1959년 영화)
- 황야의 산 세바스찬
- 마법의 빗자루
- 우주의 7인